# Dom urodzin Wisławy Szymborskiej
Dom urodzin Wisławy Szymborskiej – oficyna folwarczna z około połowy XVIII wieku, znajdująca się na Prowencie, w obecnych granicach administracyjnych Kórnika. Zlokalizowana pod adresem ul. Prowent 4, w pobliżu Jeziora Kórnickiego.
W budynku 2 lipca 1923 urodziła się Wisława Szymborska, polska poetka, laureatka Nagrody Nobla w dziedzinie literatury z 1996. Była drugą córką Wincentego Szymborskiego, zarządcy dóbr hrabiego Władysława Zamoyskiego, i Anny Marii z domu Rottermund (1890–1960). Rodzice Szymborskiej przenieśli się tutaj w styczniu 1923 z Zakopanego, w celu uporządkowania spraw finansowych hrabiego Zamoyskiego w jego posiadłości.

## Opis
Murowany budynek parterowy z poddaszem, otynkowany. Przykryty mansardowym dachem, pokrytym dachówką ceramiczną (karpiówką). Symetryczny, z wejściem pośrodku od północy (od strony zabudowań gospodarczych) i południa (od strony obecnego Kórnickiego Ośrodka Kultury). Wykorzystywany jako budynek mieszkalny.

## Upamiętnienie Wisławy Szymborskiej
Na ścianie budynku od strony południowej znajduje się tablica pamiątkowa, upamiętniająca narodziny Wisławy Szymborskiej. Pod wizerunkiem poetki w kapeluszu znajduje się inskrypcja: W TYM DOMU 2 LIPCA 1923 ROKU / URODZIŁA SIĘ WISŁAWA SZYMBORSKA / LAUREATKA LITERACKIEJ NAGRODY NOBLA / 1996 / „Nic dwa razy się nie zdarza / i nie zdarzy. Z tej przyczyny / zrodziliśmy się bez wprawy / i pomrzemy bez rutyny.” Cytat na tablicy pochodzi z wiersza poetki „Nic dwa razy”.
W pobliżu budynku, nad brzegiem jeziora, przebiega promenada imienia Wisławy Szymborskiej z Kórnika do Bnina, przy której znajduje się pomnik–ławeczka Wisławy Szymborskiej.

## Galeria

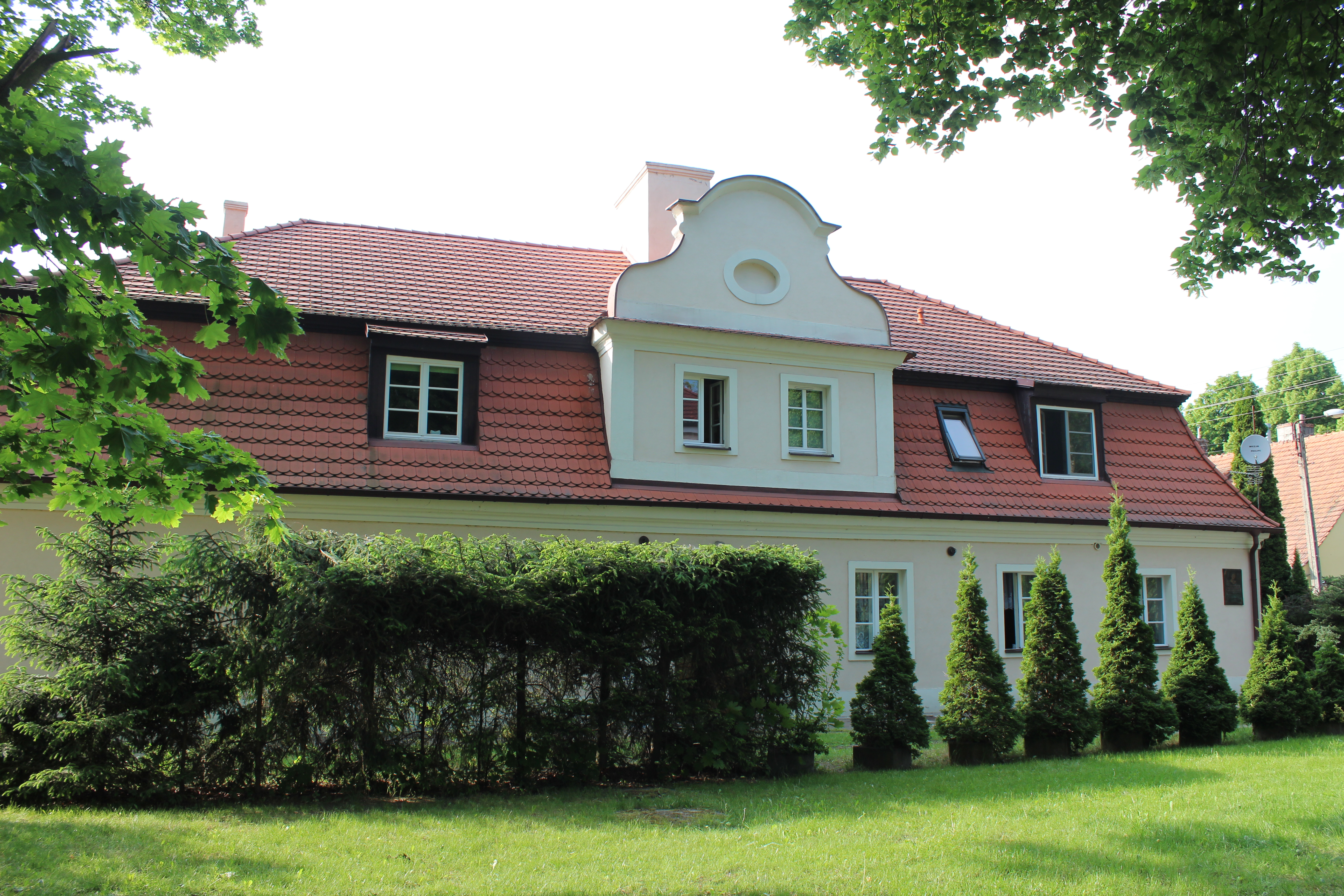
Fasada północna
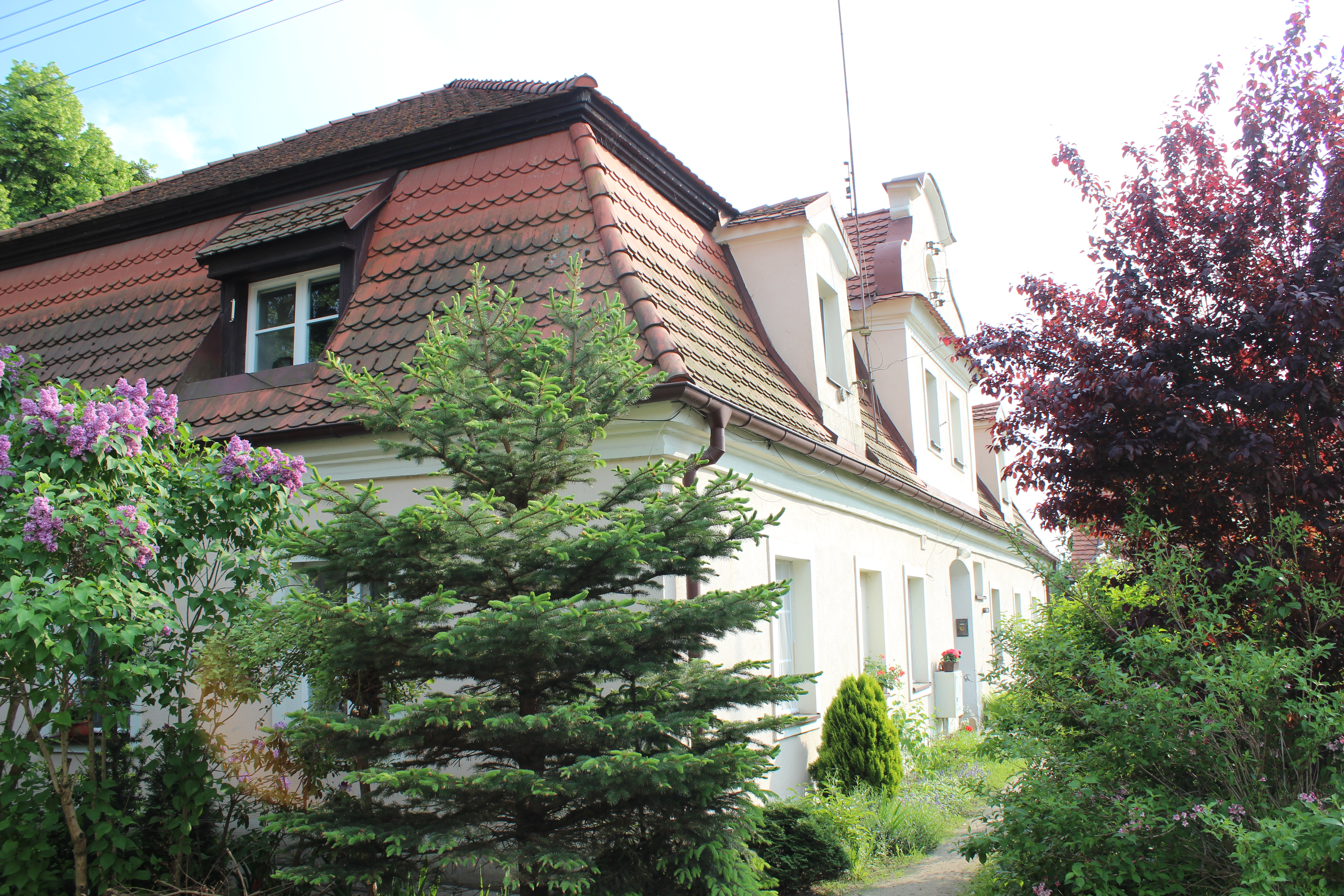
Otoczenie budynku
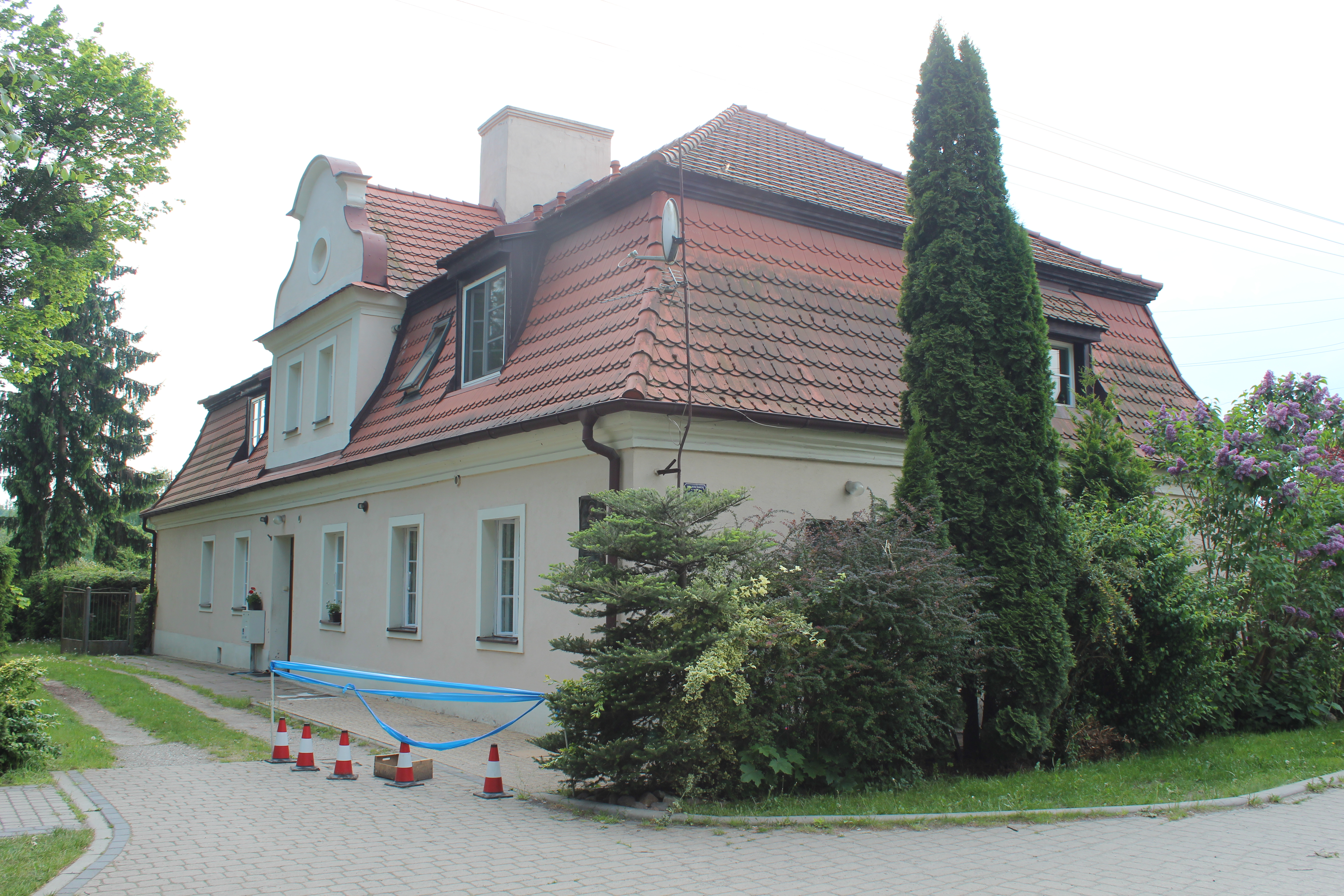
Fasada południowa
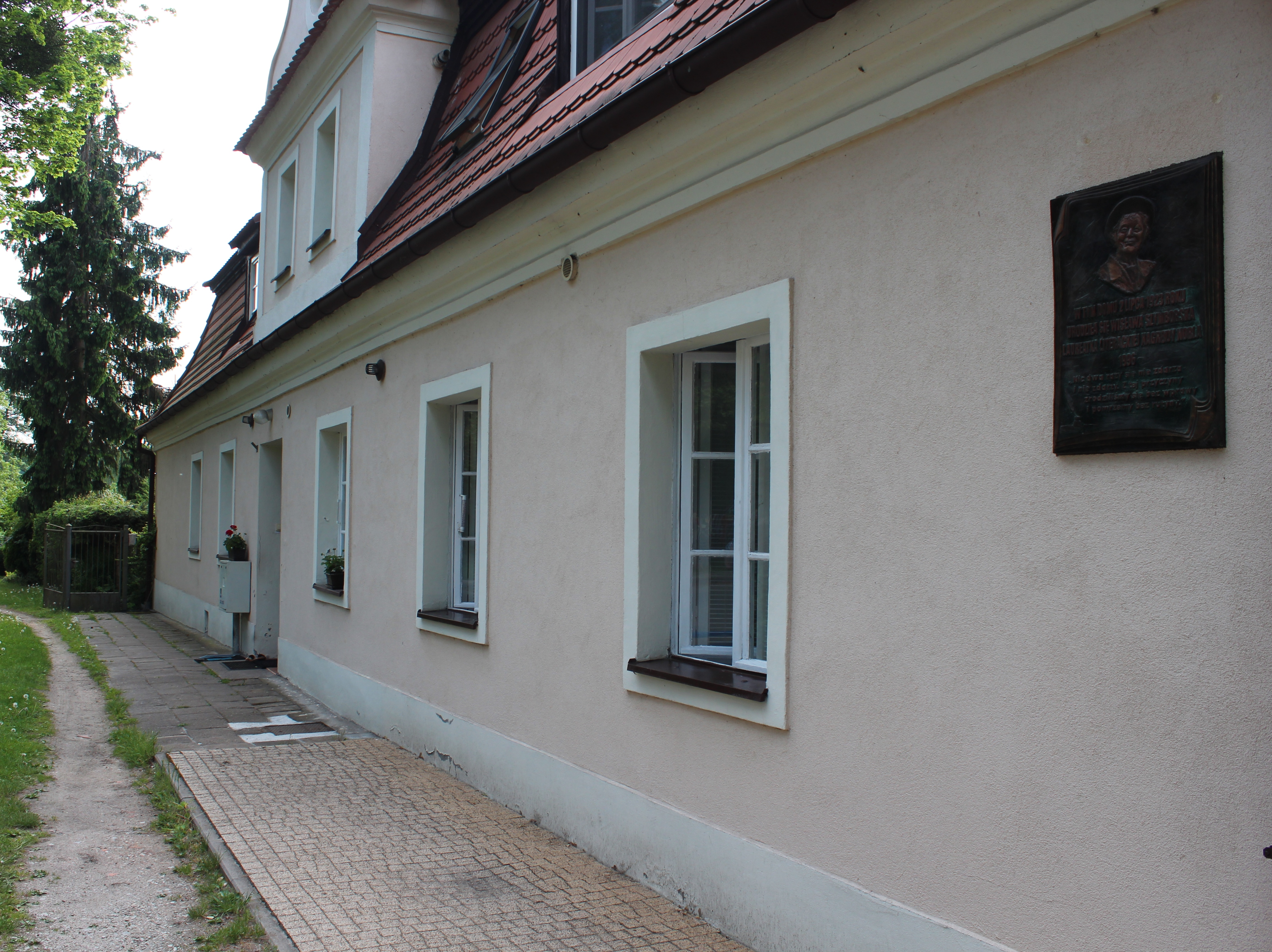
Miejsce z tablicą pamiątkową
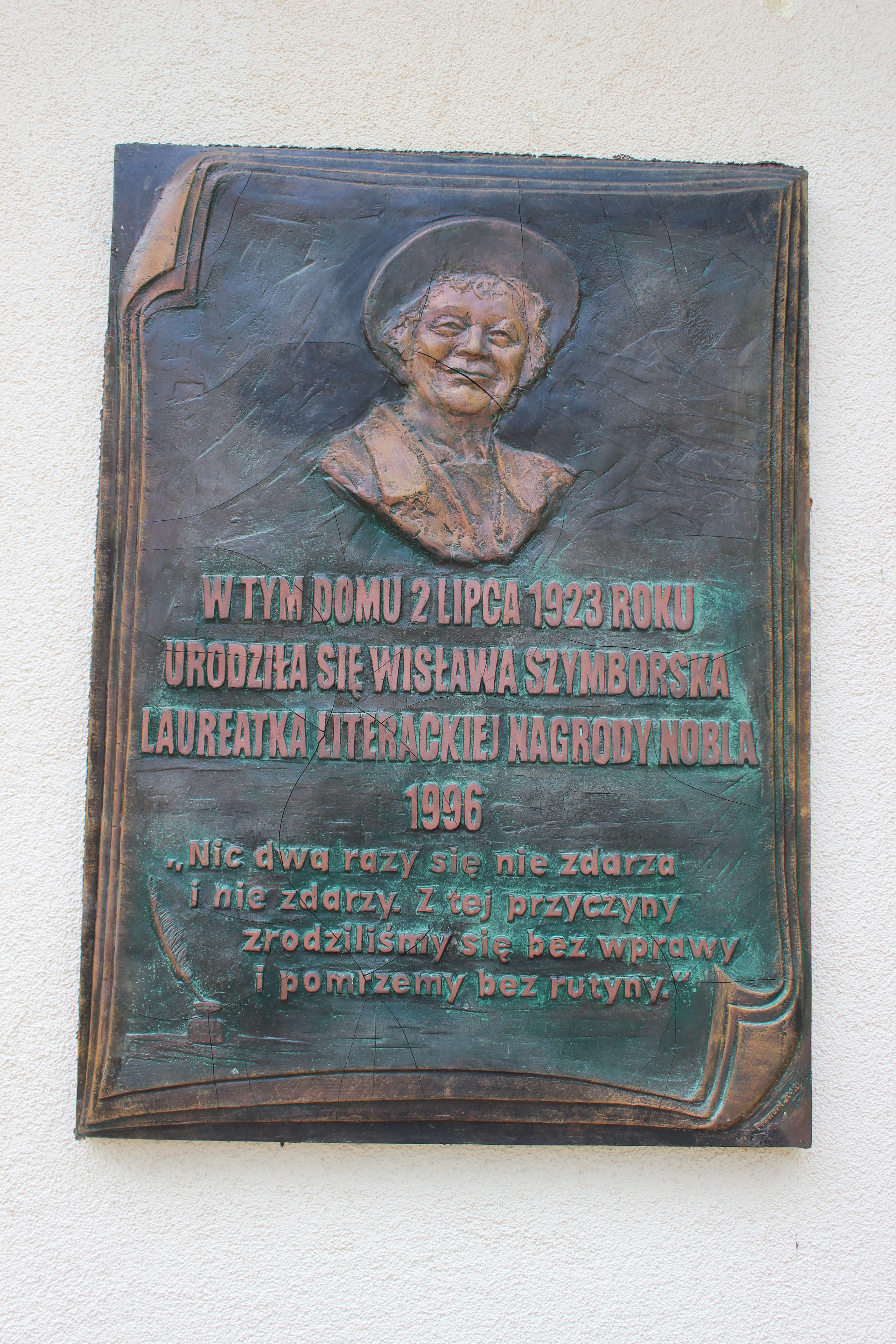
Tablica pamiątkowa poświęcona Wisławie Szymborskiej
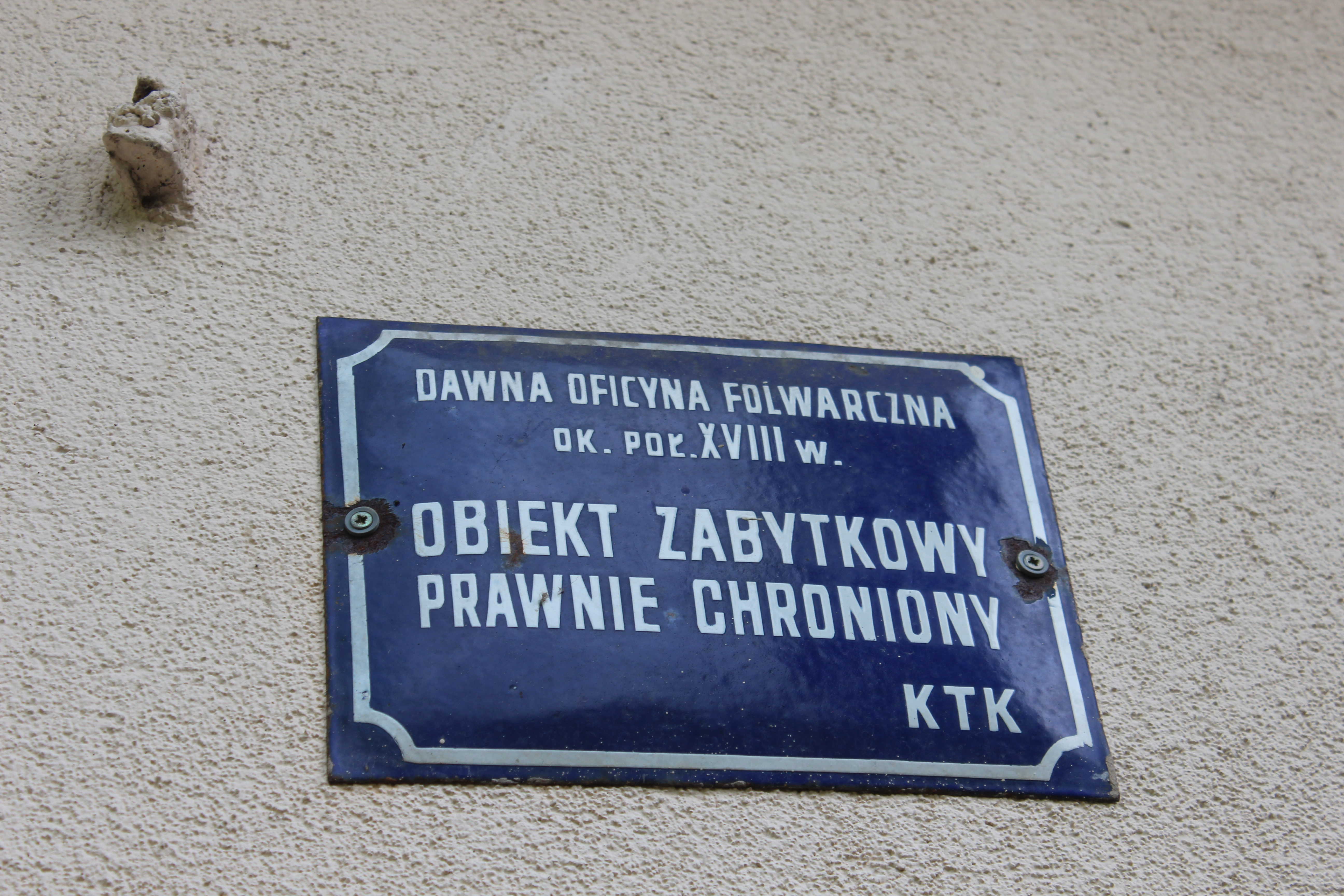
Tabliczka z informacją o budynku